# Kyffhäusers voetbalkampioenschap 1929/30
In 1929/30 werd het dertiende Kyffhäusers voetbalkampioenschap gespeeld, dat georganiseerd werd door de Midden-Duitse voetbalbond. SV Wacker 1905 Nordhausen werd kampioen en plaatste voor de Midden-Duitse eindronde. De club versloeg VfL 1908 Duderstadt en verloor dan van SpVgg 02 Erfurt.

## Gauliga
| Plaats | Club                          | Wed. | W | G | V  | Saldo | Ptn.  |
| ------ | ----------------------------- | ---- | - | - | -- | ----- | ----- |
| 1.     | SV Wacker 1905 Nordhausen     | 14   | 8 | 4 | 2  | 37:22 | 20:8  |
| 2.     | SpVgg Preußen 1905 Nordhausen | 14   | 8 | 3 | 3  | 48:29 | 19:9  |
| 3.     | VfB 1909 Eisleben             | 14   | 8 | 3 | 3  | 35:25 | 19:9  |
| 4.     | BSC 1907 Sangerhausen         | 14   | 5 | 5 | 4  | 35:31 | 15:13 |
| 5.     | SC Merkur Volkstedt           | 14   | 6 | 1 | 7  | 36:44 | 13:15 |
| 6.     | SpVgg 1919 Eisleben           | 14   | 4 | 4 | 6  | 29:29 | 12:16 |
| 7.     | SpVgg Helbra                  | 14   | 2 | 3 | 9  | 28:41 | 7:21  |
| 8.     | VfB 1906 Sangerhausen         | 14   | 3 | 1 | 10 | 19:46 | 7:21  |

|  | Kampioen, geplaatst voor Midden-Duitse eindronde |